# Der Judas von Tirol
Der Judas von Tirol è un film del 1933 diretto da Franz Osten. Segna il debutto cinematografico, nel ruolo di Josefa, di Marianne Hoppe.

## Produzione
Il film fu prodotto dalla Lothar Stark-Film GmbH (Berlin).

## Distribuzione
Distribuito in Germania dall'Europa-Filmverleih AG e in Austria (dove è conosciuto anche come Der ewige Verrat) dalla Mondial-Film, venne presentato in prima il 26 agosto 1933, uscendo poi nelle sale tedesche il 21 novembre 1933. Negli Stati Uniti, il film fu distribuito il 26 aprile 1935 con il titolo The Judas of Tyrol.